# Papantzin
Papantzin (fl. XVI secolo) è stata una principessa azteca, nipote di Nezahualpilli e sorella di Montezuma II.

## Biografia
Nel 1509 si ammalò gravemente entrando in coma. Gli Aztechi la seppellirono credendola morta, ma poco dopo, secondo alcuni racconti di quel giorno, pianse chiedendo di essere liberata. Una volta tratta in salvo, parlò di un sogno avuto durante la sua inumazione, in cui un essere luminoso con dei "bastoncini incrociati" sulla fronte la conduceva sulle rive di un oceano senza confini (identificato con l'Oceano Atlantico), dove apparvero numerose grandi "case galleggianti" (navi), con croci nere sulle loro "ali" (vele), simili a quelle poste sulla fronte della sua guida. Questa riferì alla principessa che gli uomini presenti sulle navi arrivavano da una terra lontana e che avrebbero conquistato la loro terra, portando loro la conoscenza del vero Dio. Montezuma lesse in questo sogno la condanna del suo impero, rifiutandosi di parlarle fino alla sua morte.
La leggenda di Papantzin iniziò a circolare durante la conquista dell'impero azteco, 
dieci anni dopo circa l'ambientazione della storia, quando l'Impero spagnolo conscquistò l'area dell'attuale Messico e Papantzin divenne una dei primi Aztechi a convertirsi al Cristianesimo, nel 1525, convertita da frati francescani.